# Maida
Maida (griego: Maede, Medeia) es una localidad de la provincia italiana de Catanzaro, región de Calabria en el sur del país.

## Historia
El territorio de Maida fue habitado desde los primeros tiempos. Prueba las numerosas cuevas de la zona, sin duda, habitadas en la antigüedad y algunos objetos encontrados en la orilla del mar. A partir del segundo milenio A.C. en adelante hubo varias invasiones de pueblos indoeuropeos. Entre los muchos recordar el Enotria. Entre el séptimo y sexto siglo A.C. llegó el griego, que, incluso en estos lugares, fundaron la ciudad. Algunos autores (Voss) para argumentar que el antiguo Maida Lametia surgen, otros (Barrio) se identifican con Melania. 
Los siguientes son los romanos, los lombardos, los bizantinos (con los cuales empieza a crecer a un pueblo fortificado), los suevos, los angevinos. 
En 1334 Robert d'Anjou da el feudo de Maida Goffredo Mazzano. 
En 1400 ya era maestro de la casa Gualtiero Caracciolo dice Viola. Y la familia Caracciolo será largo, con excepción de breve pausa, la señora de la casa. 
En la mitad del siglo XV de los colonos que llegan a los albaneses de origen a la localidad de Vena di Maida.

### SigloXVI
Venta en 1496 en el trono de Nápoles Federico de Aragón a Maida que confirma todos los privilegios de que gozaban, y le da nuevos. 
 
Estos incluyen: 

 los primeros casos se llevará a cabo en un tribunal local, y sin una condena del mismo, ningún ciudadano puede ser llevado a cabo en otros lugares; 

 ningún ciudadano puede ser obligado a realizar el trabajo, para que el abastecimiento de leña, hierbas u otros, o para montar guardia iusto sin pago. 
 
Maidesi yo era muy apegado a este rey, y varias personas se apresuraron a su defensa cuando fue atacado por el rey de Francia y España. 
 
Frederick fue derrotado y se convirtió en virrey Consalvo de Córdoba. 
El siguiente período fue difícil, marcado por una economía en crisis, la disminución de los ingresos y el aumento de impuestos. 
Para empeorar la situación fue la invasión sarracena. 
Para protegerse a sí mismos se construyeron a lo largo de la costa muchas torres. 
 
Hubo en el decimosexto secolo.un sucesión de señores feudales, incluido el habitual Caracciolo, el Carafa y Loffredo. 
 
Maida en 1561 contaba 979 fuegos (familias).

### SigloXVII
Después de la boda en Dianora Marcantonio Loffredo Caracciolo con el feudo pasó a manos de la familia y se plantea al Principado. 
 
En este siglo se informó de los terremotos de 1638 y 1659 y el empeoramiento de las dificultades económicas que se inició en los señores feudales. 
 
Este último para mejorar la economía construido canales de riego, molinos, acueductos Cortal, Jacurso y alrededores 
Maida, pero los numerosos impuestos muy argumento las relaciones con las personas que mataron, en el teatro, uno de los últimos de Loffredo: Marcantonio. 
 
Positivos en este siglo es un despertar cultural en la presencia de una academia fundada por Peter Paladino (antiguo seguidor de Giambattista Marino) y un teatro.

### SigloXVIII
En diciembre de 1691 la pelea fue comprada por el cardenal Fabrizio Ruffo. Después de su muerte (1692) primero sucedió a su sobrino Francisco, el hijo de Charles y estos, por cierto, otros herederos de la familia, incluidos Ippolita. 
 
Fue una buena feudatario, porque había crecido en la ciudad y fue atada emocionalmente a Maida. 
 
Para ayudar a las personas tras el terremoto de 1783, hizo abrir una hilandería, donde este tipo de trabajo a muchas personas desempleadas, promovió la creación de pequeñas curtiembres y trató de satisfacer la necesidad. 
 
En 1735 el rey Carlos III, con sede en Nápoles por su padre Philip V hizo una visita a Maida y fue a cazar en el bosque dell'Ascrea. 
 
El terremoto de 1783 produjo una gran cantidad de daños: Maida cayó al castillo, el hospital de San Pedro, el teatro, las murallas de la ciudad y diversas iglesias. Los muertos fueron 95a 
 
El gobierno decidió intervenir para ayudar a las personas la exigencia de la mayoría de los bienes religiosos y casas de la creación de la Cassa Sacra. Maida despojado a sí mismo, por lo tanto, de los numerosos monasterios y los ingresos privados de esos bienes. 
 
A finales del siglo XVIII para difundir las ideas Maida Ilustración y jacobino. El cardenal Ruffo en marzo de 1799, se fue a Maida a suprimir el movimiento jacobino. Impuso elevados impuestos a los nobles del lugar y logró convencer a muchas personas a seguir en su expedición napoletana. 
 
En los últimos años, entre fines del XVIII y principios del XIX, se construyeron muchos palacios, algunos de los cuales, según algunas fuentes, fueron diseñados por síntesis, un estudiante de Vanvitelli.

### SigloXIX
Durante el contra-revolución Borbón, el Julio 16 1806, el territorio de Maida fue escenario de una batalla entre Francia e Inglaterra, resuelto en favor de este último. 
 
El namesMaida HillandMaida Valeen Londres lleva a casa de esta batalla.
El retorno de los franceses en Nápoles marca el fin del sistema feudal. 
Hay una reforma administrativa y Maida se convierte en la capital de un distrito que cubre todos los territorios de la enemistad.
En agosto de 1860 la maidesi asistieron al paso de Giuseppe Garibaldi. Después de la unificación de Italia, vivió la misma Maida los problemas económicos y políticos de otros países del Sur, la tierra estaba en manos de unos pocos terratenientes y el único recurso era la embarcación. Al final de la migración que comenzó a continuación a lo largo del siglo XX, con la única rompe durante la primera y Segunda Guerra Mundial y los años vecinos.

## Demografía
| Gráfica de evolución demográfica de Maida entre 1861 y 2001 |
|                                                             |
| Fuente ISTAT - elaboración gráfica de Wikipedia             |